# Kšyštof Lavrinovič
Kšyštof Lavrinovič (Vilnius, 1º novembre 1979) è un ex cestista lituano.
È fratello gemello di Darjuš Lavrinovič, anch'egli cestista.

## Carriera

### Club
Inizia la carriera con la squadra del proprio paese di nascita, l'Alytus Alita, dove resta dal 1996 al 2002. Poi nel periodo compreso tra il 2002 ed il 2007 si trasferisce a giocare in Russia, dove milita in tre squadre diverse: Ural Great Perm' (2002-2004), con cui vince una Coppa di Russia nel 2004, Dinamo Mosca (2004-2005) e UNICS Kazan' (2005-2007). Nel giugno del 2007 si trasferisce in Italia alla Mens Sana Siena; con la formazione senese, dal 2007 al 2012, ha vinto 14 trofei (5 Campionati, 4 Coppe Italia e 5 Supercoppe italiane); nel 2008 e nel 2011 ha disputato la Final Four di Eurolega fermandosi entrambe le volte in semifinale e vincendo la medaglia di bronzo.
Il 9 agosto 2012 firma il prolungamento del contratto in essere con Siena prolungandolo fino al termine della stagione 2013-2014, ma incredibilmente il giorno seguente rescinde il contratto stesso e si trasferisce allo Žalgiris Kaunas.
Il cestista lituano è stato considerato uno dei migliori centri del campionato italiano di quel tempo; il suo repertorio offensivo è praticamente illimitato, infatti è capace di destreggiarsi perfettamente dentro l'area sia in penetrazione che spalle a canestro, ma è anche un ottimo tiratore da lontano, tanto da aver vinto la classifica di miglior tiratore da tre nell'Euroleague 2007-08.

### Nazionale
Con la maglia della Nazionale lituana ha vinto due medaglie ai Campionati Europei: Oro nel 2003 in Svezia e Bronzo nel 2007 in Spagna.
Ha partecipato ad altre due edizioni degli Europei: nel 2005 in Serbia e Montenegro arrivando al 5º posto e nel 2009 in Polonia concludendo in 11ª posizione.
Kšyštof Lavrinovič vanta anche due partecipazioni ai Giochi olimpici nel 2004 ad Atene e nel 2008 a Pechino, concluse entrambi al quarto posto.

## Statistiche

### Eurolega
| Anno      | Squadra         | PG  | PT | MP   | TC%  | 3P%  | TL%  | RP  | AP  | PRP | SP  | PP   |
| --------- | --------------- | --- | -- | ---- | ---- | ---- | ---- | --- | --- | --- | --- | ---- |
| 2007-2008 | Mens Sana Siena | 22  | 2  | 20,6 | 60,9 | 57,9 | 68,7 | 4,2 | 0,5 | 1,5 | 1,1 | 12,7 |
| 2008-2009 | Mens Sana Siena | 17  | 1  | 24,2 | 46,3 | 34,0 | 83,7 | 6,4 | 0,8 | 1,6 | 0,8 | 10,8 |
| 2009-2010 | Mens Sana Siena | 12  | 1  | 22,1 | 45,5 | 37,1 | 76,4 | 4,2 | 1,1 | 1,3 | 0,5 | 13,2 |
| 2010-2011 | Mens Sana Siena | 21  | 5  | 24,7 | 45,8 | 32,3 | 75,3 | 5,0 | 1,2 | 0,8 | 0,3 | 11,8 |
| 2011-2012 | Mens Sana Siena | 15  | 1  | 19,5 | 44,1 | 44,4 | 71,4 | 3,9 | 1,1 | 0,7 | 0,4 | 9,7  |
| 2012-2013 | Žalgiris Kaunas | 24  | 9  | 21,3 | 49,3 | 36,5 | 82,5 | 4,0 | 1,0 | 0,5 | 0,3 | 8,5  |
| 2013-2014 | Žalgiris Kaunas | 13  | 0  | 17,6 | 39,0 | 23,1 | 87,5 | 3,4 | 1,0 | 0,4 | 0,4 | 7,2  |
| Carriera  | Carriera        | 124 | 19 | 21,6 | 48,3 | 38,9 | 76,6 | 4,5 | 1,0 | 1,0 | 0,5 | 10,6 |

### Eurocup
| Anno      | Squadra          | PG | PT | MP   | TC%  | 3P%  | TL%  | RP  | AP  | PRP | SP  | PP   |
| --------- | ---------------- | -- | -- | ---- | ---- | ---- | ---- | --- | --- | --- | --- | ---- |
| 2002-2003 | Ural Great Perm' | 7  | 0  | 7,0  | 57,1 | 75,0 | 70,0 | 0,9 | 0,0 | 0,4 | 0,1 | 3,7  |
| 2004-2005 | Dinamo Mosca     | 12 | 2  | 11,9 | 43,8 | 30,0 | 63,6 | 2,3 | 0,2 | 0,3 | 0,2 | 5,2  |
| 2005-2006 | UNICS Kazan'     | 10 | 9  | 22,4 | 52,4 | 38,2 | 79,4 | 5,2 | 1,2 | 0,9 | 0,7 | 12,6 |
| 2006-2007 | UNICS Kazan'     | 15 | 6  | 23,3 | 50,0 | 36,8 | 77,3 | 7,0 | 1,1 | 1,4 | 1,9 | 11,6 |
| 2014-2015 | Pall. Reggiana   | 9  | 0  | 18,6 | 37,3 | 22,2 | 81,8 | 3,4 | 0,8 | 0,7 | 0,3 | 6,9  |
| 2014-2015 | Rytas Vilnius    | 8  | 0  | 15,5 | 55,4 | 47,8 | 88,0 | 2,4 | 0,6 | 0,5 | 0,4 | 11,9 |
| 2015-2016 | Rytas Vilnius    | 10 | 0  | 19,2 | 58,0 | 40,7 | 75,8 | 3,8 | 1,3 | 0,9 | 0,5 | 13,8 |
| 2016-2017 | Lietkabelis      | 14 | 2  | 23,0 | 51,9 | 54,1 | 75,0 | 4,6 | 1,6 | 1,0 | 0,6 | 12,0 |
| 2017-2018 | Lietkabelis      | 10 | 9  | 22,3 | 47,4 | 38,2 | 68,4 | 3,9 | 1,0 | 0,3 | 0,3 | 12,9 |
| Carriera  | Carriera         | 95 | 28 | 18,9 | 50,5 | 39,8 | 75,9 | 4,0 | 0,9 | 0,8 | 0,6 | 10,3 |

## Palmarès

### Squadra
- Campionato lituano: 1

Žalgiris Kaunas: 2012-13
- Campionato italiano: 4

Mens Sana Siena: 2007-08, 2008-09, 2009-10, 2010-11
- Campionato italiano: 1 (revocato)

Mens Sana Siena: 2011-12
- Supercoppa italiana: 5

Mens Sana Siena: 2007, 2008, 2009, 2010, 2011
- Coppa Italia: 3

Mens Sana Siena: 2009, 2010, 2011
- Coppa Italia: 1 (revocato)

Mens Sana Siena: 2012
- Coppa di Russia: 1

Ural Great Perm': 2003-04
- Coppa di Lituania: 1

Lietuvos Rytas: 2016
- Eurocup: 1

Valencia: 2013-14

### Individuale
- MVP Supercoppa italiana: 1

Mens Sana Siena: 2011
- MVP Coppa Italia Serie A:1

Mens Sana Siena: 2011
- All-Euroleague Second Team: 2

Mens Sana Siena: 2007-08, 2010-11

### Nazionale
- Europei:

 Svezia 2003
 Spagna 2007